# Justiniana Prima
Justiniana Prima était une cité byzantine qui a existé de 535 à 615. Elle était située sur l'actuel site archéologique de Caričin Grad, en Serbie, qui figure sur la liste des sites archéologiques d'importance exceptionnelle de la république de Serbie.

## Histoire
Fondée en 535 par l'empereur Justinien Ier, Justiniana Prima fut le siège d'un important archevêché dans la préfecture d'Illyrie. La cité prospéra jusqu'en 615, année où elle fut détruite par les Avars.
Faiblement urbanisée au Ve siècle, la vaste région de l’Illyrie du Nord connut, à la suite des grandes incursions de Huns en 441-443 puis de l’installation des Goths, un grand déclin de ses villes. La restauration de l’administration au début du VIe siècle est évoquée par le célèbre historien Procope de Césarée dans son ouvrage; De Aedificiis où il dresse une liste de forteresses édifiées et restaurées sur le territoire d’Illyrie. Il qualifie la nouvelle ville de « superbe, populeuse et bénie » et la désigne littéralement dans ses textes comme la métropole de cette région en raison de son rôle religieux et son lien avec l’empereur.
À ce jour, nous ne disposons d’aucune information sur l’origine ethnique de sa population au VIe siècle, dû au faible nombre de sources écrites qui nous sont parvenues sur cette caractéristique. La fondation d’une nouvelle polis, en plus de célébrer le lieu de naissance de Justinien 1er, avait vraisemblablement pour objectif de renforcer la défense de l’Illyrie au niveau de sa partie centrale pour contrôler les incursions des barbares vers Constantinople. Effectivement, Procope mentionne dans ses écrits que l’empereur voulait construire des fortifications pour bloquer la voie aux barbares qui passeraient par le Danube. Parallèlement, la création de l’archevêché dans le centre de cette région avait pour but d’évangéliser les contrées païennes qui étaient peuplées principalement de population autochtone : Dardaniens, Thraces ou autres.

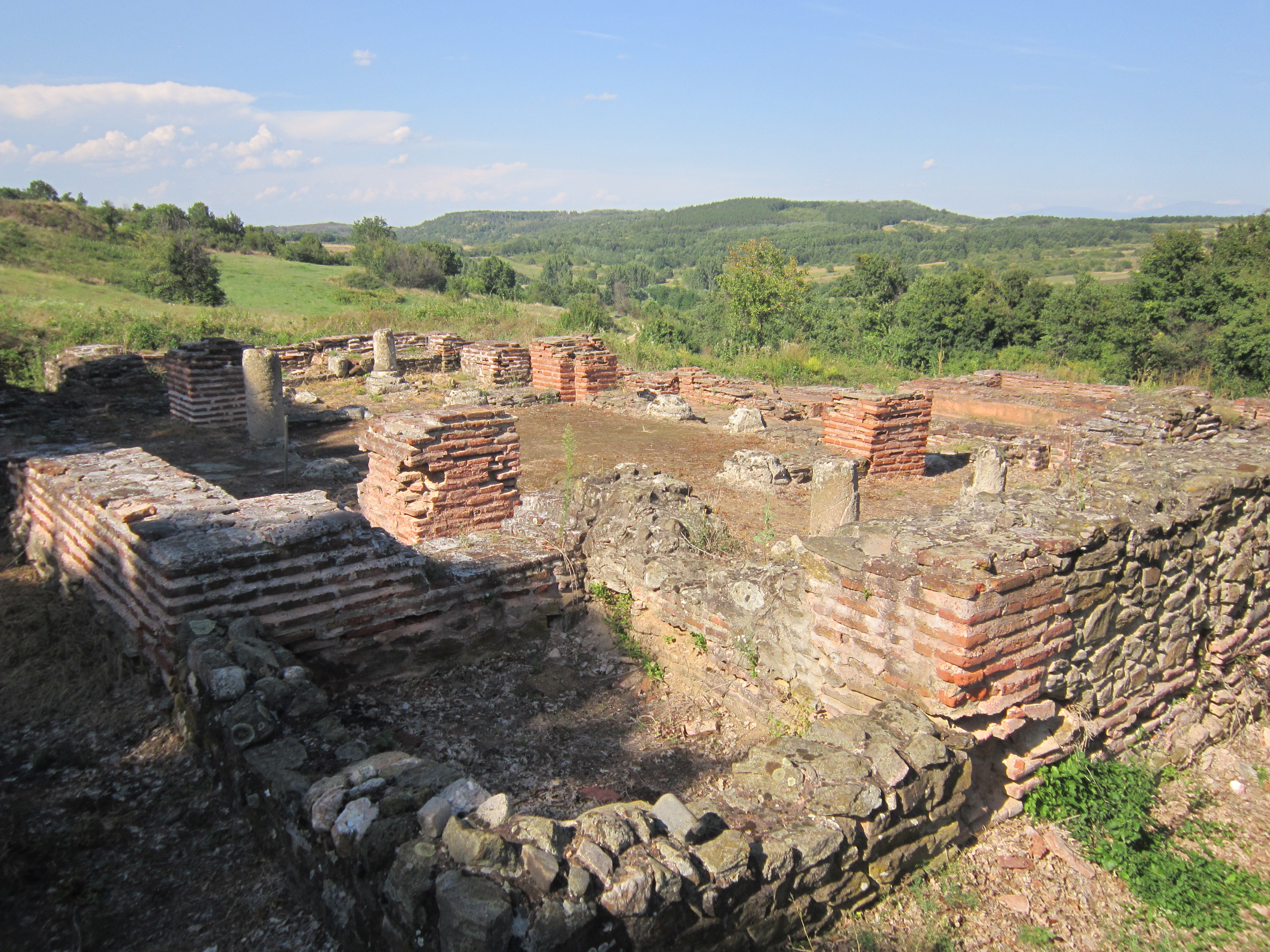
Exemple d'opus mixtum sur le site de Caričin Grad

Des recherches archéologiques effectuées il y a plusieurs décennies ont démontré que de nombreux édifices ont été construits à l’époque de Justinien: une Acropole avec sa cathédrale et son palais épiscopal, une grande place circulaire avec portiques, des édifices administratifs et publics, une basilique comportant une crypte, des thermes, etc. Un aqueduc long de 21km a également été construit lors du début de l’édification de la majorité des ouvrages fortifiés ainsi que d’autres édifices au début des années 530 pour se poursuivre jusqu’aux années 540-550. Justiniana Prima, avec son système de défense sophistiqué, était constitué de nombreux remparts circulaires. Cette structure, construite en opus mixtum, comprenait une quarantaine de tours de formes différentes, des palissades ainsi qu'une large tranchée aux limites immédiates de la ville. Elle représentait un exemple distinctif d’architecture militaire du début de la période byzantine en sa façon de s’adapter à sa topographie. La découverte de quatre exemplaires de sceaux de l’empereur Justinien 1er ainsi que cinq sceaux de l’archevêque Jean confirme l’importance du rôle de Justiniana Prima durant tout le VIe siècle jusqu'au début du VIIe siècle.
Outre le clergé et l’armée, la ville a attiré une multitude d’artisans, ce qui est confirmé par de nombreux outils qui ont été retrouvés dans les fouilles. Mais à partir du milieu du VIe siècle, le développement de la ville connut plusieurs obstacles: la pauvreté de la région, l’éloignement des voies de communication ainsi que l’insurmontable problème d’approvisionnement en eau ont contribué au déclin de la cité. Les invasions des Koutrigoures, Slaves et Avars ont eu un effet dévastateur tant sur la réduction de la population que sur la dégradation de l’économie de la région centrale de l’Illyrie. Dans une plus large mesure, l’épidémie de peste et les changements climatiques dans une grande partie de l’Empire romain ont aussi participé à son déclin.

## Contexte religieux
Dans le texte de la Novelle XI de Justinien (535), l’empereur fait mention qu’à la suite des invasions, au temps d’Attila, le siège de la préfecture d’Illyrie fut transféré à Thessalonique, dans le diocèse de Macédoine. Justinien devait le ramener plus près du Danube, dans la province de Dardanie, diocèse de Dacie.
Le nouveau centre de la préfecture d’Illyrie fut nommé en l’honneur de Justinien, Justiniana Prima. La réorganisation ecclésiastique de l’Illyrie orientale eut lieu pendant une période de tranquillité religieuse qui concorde avec le règne de Justinien. La fondation de Justiniana Prima, sur l’initiative de l’empereur, portait moins sur le motif religieux, mais avait plutôt pour objectif de «transformer en une ville glorieuse, son village natal». Il décréta aussi dans la Novelle XI que Justiniana Prima serait la résidence de l’évêque et lui attribua la primatie sur la moitié de l’Illyrie orientale. Le texte de lois reconnait également à l’évêque de Justiniana Prima non seulement le titre de métropolite, mais d’archevêque, ce qui lui conférait une juridiction autoritaire sur de nombreuses provinces aux alentours. Par le fait même, cette primatie religieuse devait suivre la préfecture du prétoire. Toujours dans cet acte législatif de 535, Justinien introduit une modification importante dans l’administration des structures de l’Église Catholique en créant, à même la loi de l’État, une église indépendante à l’intérieur même de sa propre province.
L’importance de Justiniana Prima fut confirmée lors de la publication de la Novelle CXXXI, le 18 mars 545, attribuant à son évêque une juridiction supérieure en Illyrie orientale et lui conférant le rôle d’exarque, lui octroyant, par le fait même, la tâche d’ordonner les évêques des sept provinces qui lui étaient soumises. Sur le plan ecclésiastique, Justiniana Prima a atteint un paroxysme d’indépendance de son évêché au cours de la décennie 535-545 dans tout l’Empire pour ensuite décliner. En effet, dans la seconde moitié du VIe siècle, la réouverture de la crise monophysite, imputable, en partie, à Justinien, ainsi que les troubles causés par l’affaire des Trois-Chapitres ont ébranlé les églises des deux Illyrie, orientale et occidentale, ainsi que celles du Bas-Danube.
À partir des années 540, la situation était très difficile pour l’État qui faisait face à des guerres sur plusieurs fronts. Également, les nombreux nouveaux défis que devait relever l’empereur dans le domaine ecclésiastique, rendirent ses relations avec la papauté encore plus compliquées.
En 549, les Illyriens tinrent un synode dans lequel ils se disaient en faveur des Trois Chapitres ce qui créa des remous dans l’archidiocèse. Justiniana Prima perdit son statut d’indépendance de son évêché et Justinien abandonna l’espoir de pouvoir transformer sa ville natale en grande métropole. Les invasions avares et slaves mirent fin à l’organisation du diocèse dacique et après l’an 602, nous perdons la trace de la primatie de Justiniana Prima ainsi que les églises des provinces qui en dépendaient.

## Site archéologique

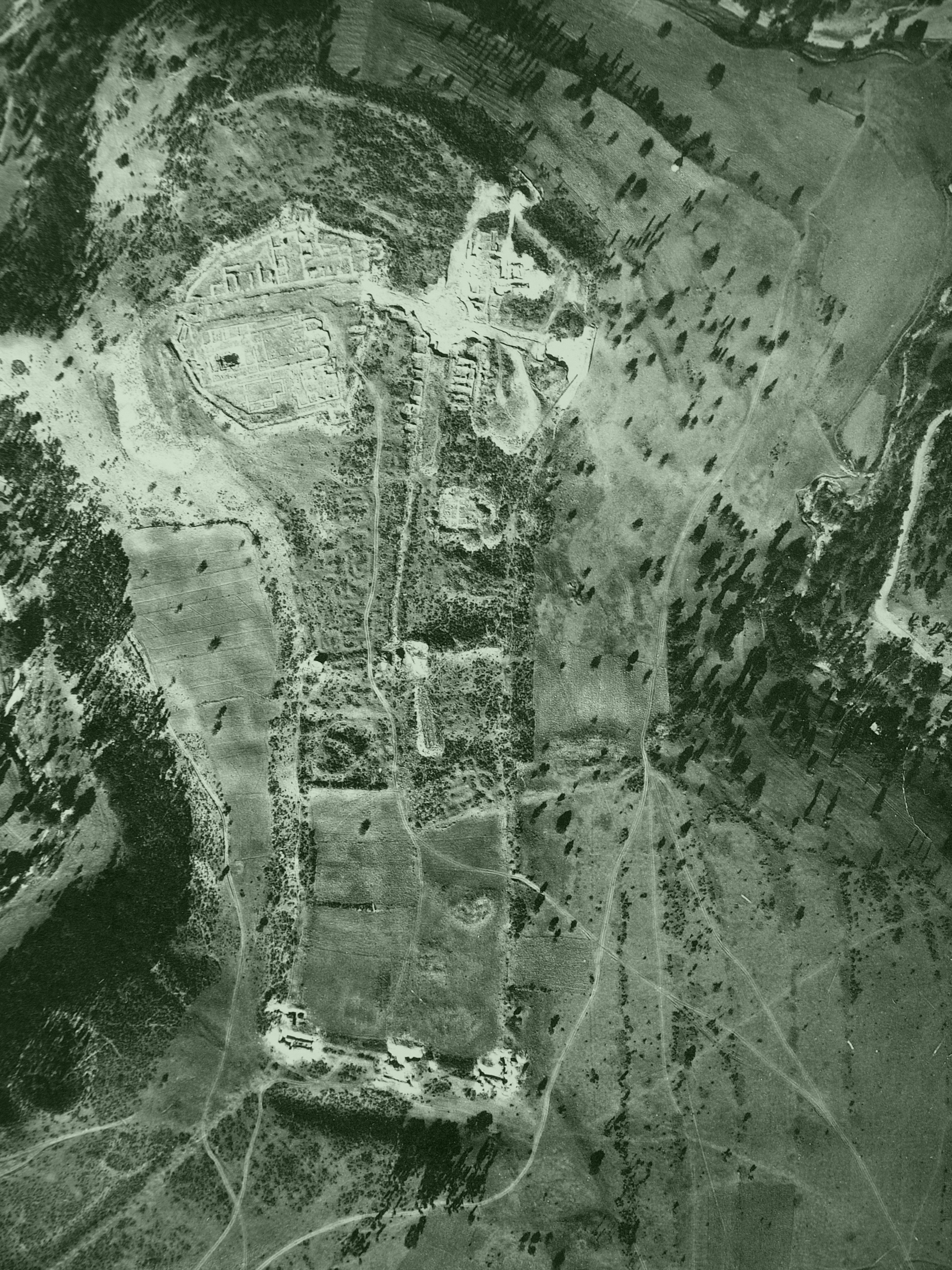
Vue aérienne du site en 1937

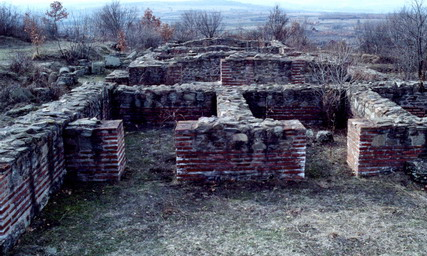
Vue du site

Le site de Caričin Grad, en Serbie est situé à 7 km de la ville de Lebane, sur le mont Radan. Il est fouillé depuis 1912 ; les fouilles se sont intensifiées au lendemain de la Seconde Guerre mondiale et se poursuivent depuis 1997, en collaboration avec une équipe française. Parallèlement, depuis 1978, des fouilles font partie d’un autre projet franco-serbe où se sont succédé d’éminents scientifiques dont : Noël Duval et Vladislav Popović, Jean Michel Spieser et Vladimir Kondić, Bernard Bavant et Vujadin Ivanišević. Les recherches effectuées depuis 2010 ont permis de découvrir plusieurs nouveaux ensembles et ouvrages, et ont consolidé les images de l’urbanisme de la ville. Une première grande avancée a pu se concrétiser grâce à des relevés au LiDar de Caričin Grad.
Les résultats de données géo-électriques ont permis de constater l’existence d’une église triconque ainsi qu’une série de maisons dans le faubourg nord-est. En 2014, une mission d'orthophotographie avec drone a permis de corriger les anciens relevés et de définir, de façon plus précise, certains bâtiments de la Ville haute. Une autre technique, le géoradar, a permis de localiser dans la Ville basse, une église tétraconque précédée d’une place semi-circulaire, d'une basilique à une nef ainsi qu’un secteur où se trouvait une série de petites maisons et probablement un hospice également.
En réalisant un système d’information géographique (SIG) regroupant toutes les données précédemment accumulées, un plan de Caričin Grad a pu être réalisé, ce qui a permis de constater environ 60 ouvrages fortifiés qui seraient datés du IVe au VIe siècle. Les résultats des recherches démontrent que la ville n’a pas été achevée conformément aux plans initiaux de Justinien. Mais le programme principal a été maintenue, dont l’aqueduc et son système d’approvisionnement en eau, plusieurs lignes de rempart pour protéger l’Acropole, des bâtiments administratifs et publics ainsi qu’un grand nombre de basiliques. La technique de construction unique en opus mixtum fait la particularité de ces ouvrages.
Selon l'archéologue Vujadin Ivanišević, il est incertain, encore à ce jour, si l’édification d’un si grand nombre de basiliques était une idée de l’empereur qui aurait voulu transformer Justiniana Prima en lieu de pèlerinage. Une autre question sans réponse est la datation précise du début du déclin de la ville. Sur le site, on a retrouvé des vestiges de fours primitifs qui avaient été aménagés sur les couches de destruction de bâtiments incendiés, ce qui témoigne de l’installation de derniers groupes d’habitants, avant l’abandon définitif de la ville dans la première moitié du VIIe siècle.
De nouvelles recherches menées depuis 2014 dans le domaine de l’archéobotanique, l’archéozoologie, l’archéopédologie (approche interdisciplinaire) ainsi qu’en géologie ont permis de constituer une base solide d’identification d’animaux, de culture agricole dont diverses céréales, de fruits et de fèves de toutes sortes. L’analyse du sol a permis de comprendre l’activité humaine, notamment en détectant du phosphate. Il y a aussi des preuves d’exploitation minière dans la région ; des parcelles d’or, de plomb, de cuivre, d’argent et de pierres semi-précieuses (améthyste, opale et agate) ont été retrouvées. Les traces d'un grand nombre d’artisans comme des potiers, forgerons, orfèvre, vitriers, etc. indique que la région était un centre économique qui fournissait autant les locaux que les régions plus éloignées.
Les recherches se poursuivent annuellement sur le site de Caričin Grad. La présence de vestiges d’un bâtiment arborant un plan à quatre conques fait l’objet d’un nouveau projet de fouilles depuis 2019.